# Nansō satomi hakkenden

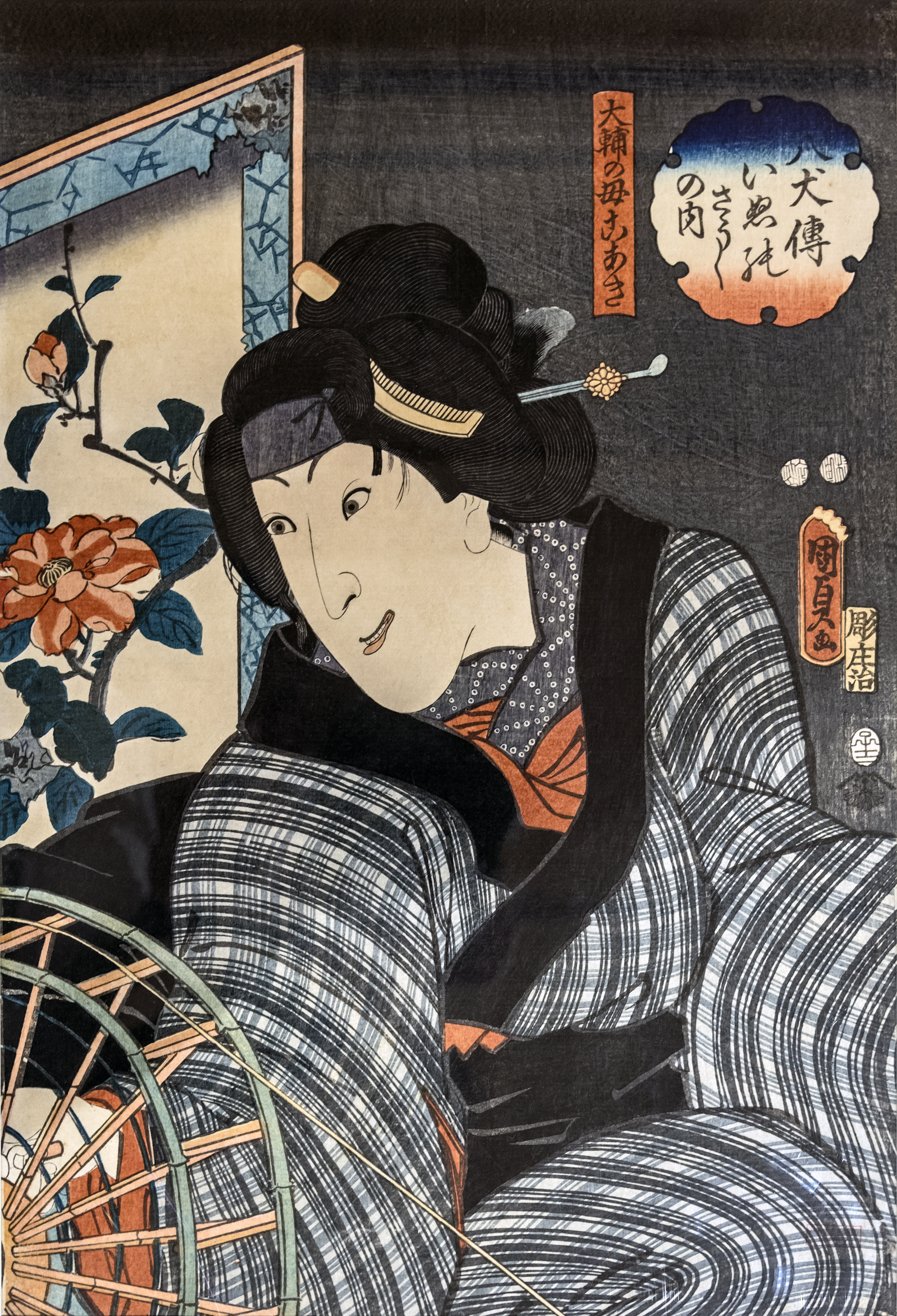
L’acteur Iwai Hanshirô dans le rôle de Koaki par Utagawa Kunisada II.

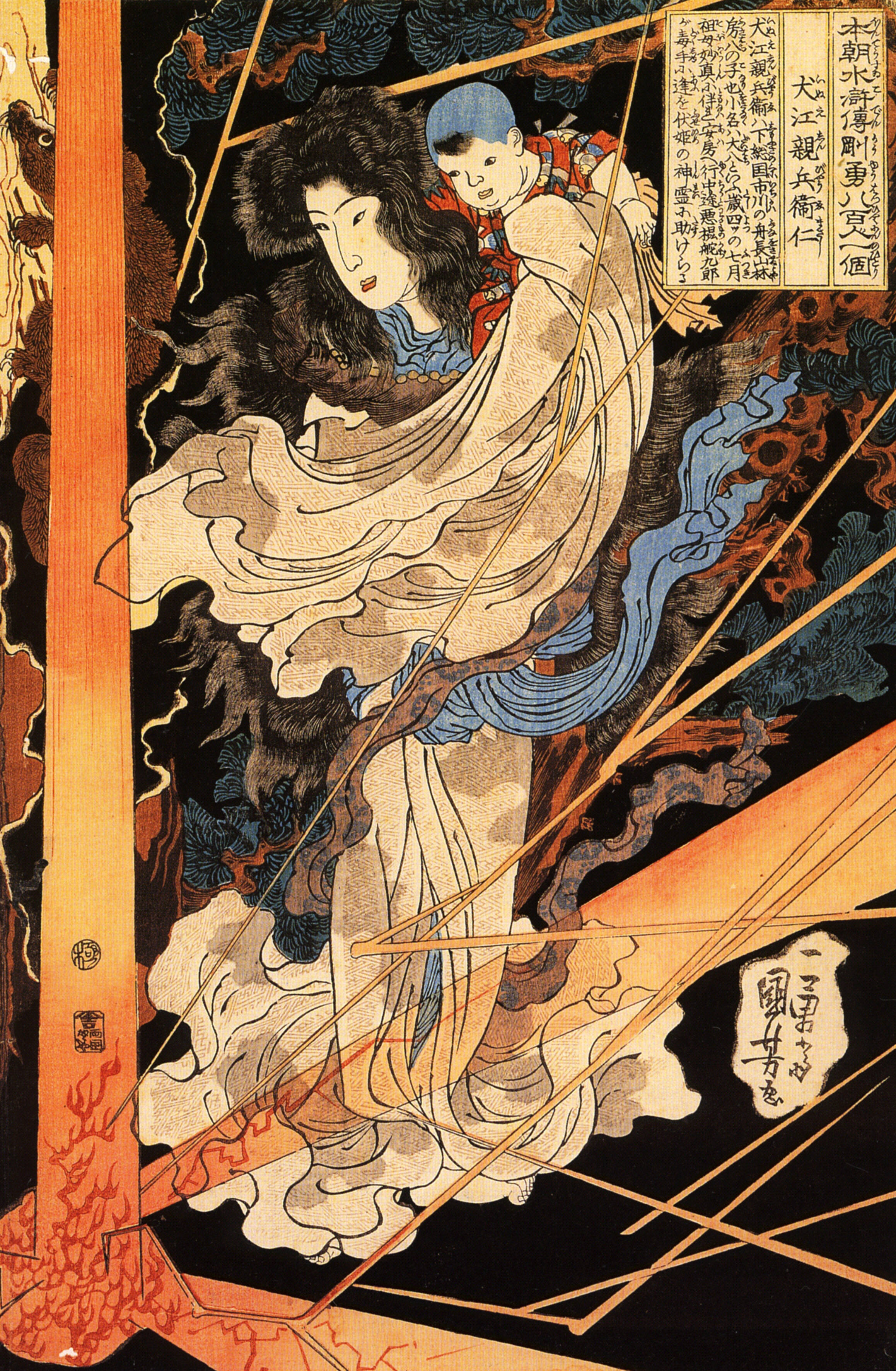
Illustration d'Utagawa Kuniyoshi.

Nansō satomi hakkenden (, kyūjitai : 南總里見八犬傳 ; shinjitai : 南総里見八犬伝) est un roman épique japonais en 106 volumes de Kyokutei Bakin. Il a été écrit et publié sur une période de près de trente ans (1814 à 1842). Bakin devenu aveugle avant de finir l'histoire a dicté les parties finales à sa belle-fille, Michi. Il est traduit Les Chroniques Huit chiens, Conte des huit chiens ou Biographies de huit chiens.

## Résumé
Situé au cours de la tumultueuse période Sengoku (trois cent cinquante ans avant l'époque de Bakin), Hakkenden raconte l'histoire de huit samouraïs demi-frères — tous descendants d'un chien et portant le mot « chien » dans leur prénom — et leurs aventures imprégnées des thèmes de loyauté et d'honneur familial, ainsi que de confucianisme, de bushido et de philosophie bouddhiste. Une des sources d'inspirations directes du roman est le récit chinois épique Au bord de l'eau datant du XIVe au XVIIIe siècle.
Une précédente série romanesque de Bakin, Chinsetsu yumiharizuki (椿説弓張月, Étranges contes du croissant de lune) avait été illustrée par le célèbre artiste ukiyo-e Katsushika Hokusai mais les deux ne s'accordaient pas bien. Pour Hakkenden, Yanagawa Shigenobu, gendre de Hokusai, a été recruté comme illustrateur à la place.
Une réimpression complète en dix volumes est disponible, ainsi que diverses traductions japonaises modernes, la plupart d'entre elles abrégées.

## Adaptations théâtrales, cinématographiques et télévisées
Bien que très populaire au moment de la publication et au début du XXe siècle, l’œuvre de Bakin est un peu délaissée après la restauration de Meiji mais revient à la mode plus tard au cours du XXe siècle. .
Il existe des versions manga de l'histoire par Pink Aomata, Natsuki Yoshimura et Ikuo Miyazoe, et des éléments et thèmes de Hakkenden se retrouvent dans beaucoup d'autres œuvres.